# Cohabitation
Cohabitation (Frans, letterlijk: samenwoning) is een situatie die kan optreden wanneer de kiezers in de parlementsverkiezingen de meerderheid geven aan een andere partij dan die van de president, en de regering wordt samengesteld op basis van deze parlementaire meerderheid. Dit kan enkel voorkomen in een zogenaamd semi-presidentieel systeem, zoals dat van de Vijfde Franse Republiek, waarbij de rol van staatshoofd is gescheiden van die van regeringsleider.
Ook in een presidentieel systeem, zoals dat van de Verenigde Staten kan het voorkomen dat de president een andere partijkleur heeft dan de meerderheid in het parlement. Dit noemt men 'divided government'. Aangezien echter in een dergelijk systeem de president zowel staatshoofd als regeringsleider is, en de scheiding tussen uitvoerende macht (regering) en wetgevende macht (parlement) veel strikter is, treden hier niet dezelfde problemen op. Hier wordt bijgevolg niet gesproken van cohabitation.
Cohabitation zal het vaakst voorkomen in electorale systemen met een verschillende termijn voor de president en het parlement, waarbij met andere woorden de presidents- en parlementsverkiezingen niet samen plaatsvinden.  
Afhankelijk van de situatie kan cohabitation leiden tot een efficiënte toepassing van de scheiding der machten, of bestaat de kans dat president en premier elkaar in de wielen gaan rijden.

## Frankrijk
In de Vijfde Franse Republiek heeft zich drie maal een situatie van cohabitation voorgedaan:
- van 1986 tot 1988 toen de socialistische president François Mitterrand moest regeren met een rechtse regering onder leiding van premier Jacques Chirac,
- van 1993 tot 1995 toen de socialistische president François Mitterrand moest regeren met een rechtse regering onder leiding van premier Édouard Balladur, en
- van 1997 tot 2002 toen de rechtse president Jacques Chirac moest regeren met een linkse regering onder leiding van Lionel Jospin.

## Polen
Ook in Polen, dat sinds 1995 een semi-presidentiële democratie kent, met een staatsbestel dat veel op het Franse lijkt, heeft zich al tweemaal een situatie van "cohabitation" voorgedaan. Van 1997 tot 2001 moest de linkse president Aleksander Kwaśniewski moeizaam samenwerken met een centrumrechtse regering onder leiding van premier Jerzy Buzek. Van november 2007 tot april 2010 moest de rechts-conservatieve president Lech Kaczyński zijn functie vervullen naast de liberale regering van premier  Donald Tusk, die zijn broer en partijgenoot, de vroegere premier Jarosław Kaczyński, naar de oppositiebanken had verwezen.

## Sri Lanka
In Sri Lanka heeft de cohabitation geleid tot jarenlange onenigheid en bijgevolg inefficiëntie over de aanpak van de Tamiltijgers, en het beëindigen van de burgeroorlog.

## Oekraïne
In Oekraïne diende president Viktor Joesjtsjenko in augustus 2006 Viktor Janoekovytsj, zijn tegenstander bij de presidentsverkiezingen van 2004, tot benoemen tot eerste minister.

## Finland
Ook in Finland bestaat in theorie het risico op problemen ten gevolge van de cohabitation. Het Finse parlement wordt om de vier jaar verkozen, terwijl de presidentsverkiezingen om de zes jaar plaatsvinden. In de praktijk worden problemen voorkomen doordat de Finse president traditioneel een niet-partij-gebonden houding aanneemt, en in voorkomend geval zelfs zijn partijlidmaatschap opzegt.

## Georgië
In Georgië was er eenmaal een jaar lang sprake van cohabitation, van oktober 2012 tot november 2013, nadat de Verenigde Nationale Beweging van president Micheil Saakasjvili de parlementsverkiezingen van 2012 verloor van Georgische Droom. Saakasjvili was in 2013 niet herkiesbaar en de kandidaat van zijn partij verloor de presidentsverkiezingen van Giorgi Margvelasjvili van Georgische Droom. Met de verdere reductie van de macht van de Georgische president en het afschaffen van de publieke presidentsverkiezing met ingang van 2024 zal deze situatie zich waarschijnlijk niet meer voordoen.